# Daemonorops kurziana
Daemonorops kurziana är en enhjärtbladig växtart som beskrevs av Joseph Dalton Hooker och Odoardo Beccari. Daemonorops kurziana ingår i släktet Daemonorops och familjen Arecaceae. Inga underarter finns listade i Catalogue of Life.